# Rio Itamarandiba
O rio Itamarandiba é um curso de água brasileiro, afluente da margem esquerda do rio Araçuaí e subafluente do rio Jequitinhonha, localizado no estado de Minas Gerais. O rio nasce na serra do Ambrósio, no município de Itamarandiba e é um dos principais rios do vale do Jequitinhonha, devido à sua importância econômica, promovendo a integração regional entre diversos municípios do Alto Jequitinhonha e banhando as mais férteis terras para o cultivo agrícola.[carece de fontes?]
O rio também fornece condições favoráveis ao desenvolvimento de práticas esportivas é um atrativo para empreendimentos do gênero.[carece de fontes?] Ainda que persistam as agressões ambientais, o rio demonstra toda a sua vitalidade mesmo em períodos de estiagem.[carece de fontes?] Uma ação emergente para a preservação do rio é a tomada de iniciativas para elaboração de planos corretos de manejo do solo, o cercamento de nascentes, a preservação das encostas e mata ciliares, bem como a redução do uso indiscriminado de fertilizantes e agrotóxicos, assim como a construção de um posto coletor de embalagens vazias no município de Itamarandiba.[carece de fontes?]